# Bunaeopsis schoenheiti
Bunaeopsis schoenheiti is een vlinder uit de familie nachtpauwogen (Saturniidae), onderfamilie Saturniinae.
De wetenschappelijke naam van de soort is voor het eerst geldig gepubliceerd door Wichgraff in 1914.